# Agger

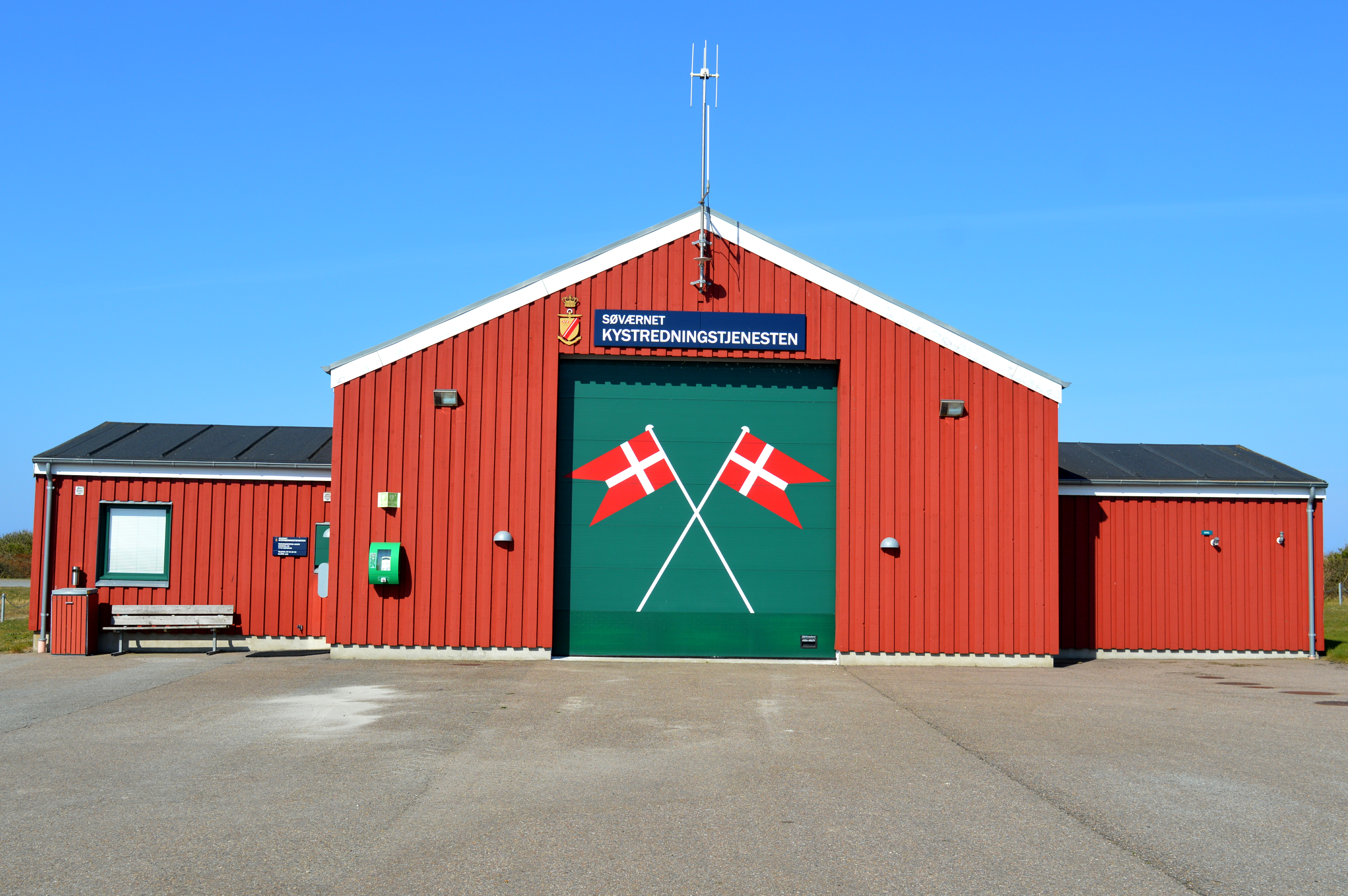
Agger Redningsstation

Agger   är en dansk ort i Thy vid Jyllands västkust i Thisteds kommun i Region Nordjylland. Antalet invånare var 384 år 2022. Orten ligger vid norra ändan av Agger Tange och Krik Vig i Nissum Bredning, som utgör den västliga delen av Limfjorden.
Norr om byn byen ligger Flade Sø och Ørum Sø. Agger Kirke är från 1838, då den ersatte en tidigare kyrka, som måste överges efter det att Nordsjön hade erövrat kusten där den stod.  
Under ett par århundraden har strandlinjen flyttats omkring en kilometer österut. 
Vid Aggers hamn i Limfjorden står minnesstenen Nabestenen, som uppmärksammar Slaget vid Nabe 1657 under Karl X Gustavs första danska krig, då ett uppbåd av Thybor slogs ned av den svenska armén då det försökte hejda svenskarnas invasion norrut över Agger Tange.
Fiske var fram till början av 1800-talet den huvudsakliga näringen i Agger. 

## Agger Redningsstation
I Agger inrättades 1852 två räddningsstationer: en i Vester-Agger och en i Agger Kanal: den i Vester-Agger med båt och raketapparat och den i Agger Kanal med enbart båt. Räddningsstationen i Agger Kanal, vilken sandades igen, lades ned 1874, medan den i Vester-Agger finns kvar idag, men flyttad till Agger Havn.
Agger Redningsstation disponerar en ribbåt RHIB-740 och en Unimog terränglastbil.